# 宋平公
宋平公（？—前532年），姓子，名戌，宋共公之子。宋平公三十年（前546年），宋國大夫向戌再次發起弭兵之會，在宋都舉行十四國之弭兵會議，確定晉、楚共为霸主。平公在位44年而卒，太子差繼位，是为元公。
子女：
- 公子御戎：元公的弟弟
- 南子：後嫁給衛靈公，既美且淫。(<<春秋>>語)

## 影视形象
- 2016年上映的电视剧 《老子傳奇》中，宋平公由郭勐飾演。
- 2018年上映的电视剧《亂世後宮：紅髮美人》中，宋平公由郭勐飾演。